# Artvin
Artvin este un oraș din Turcia.